# 楽屋A
楽屋A（がくやエー）は、大阪府大阪市西区新町1丁目にある2022年5月1日に開館された、日本のお笑い劇場。四ツ橋大川ビルの地下1階にある。

## 概要
2022年5月1日に元NSC大阪37期の加藤進之介が濱田彦士とともに開館。関西で活動する吉本興業所属以外の芸人たちが“劇場メンバー”として所属している。さらに楽屋Aでは、事務所に所属している芸人だけでなく、学生や社会人をしながらアマチュアで芸人として活動する人、事務所に所属せずにフリーで活動している芸人なども参加している。また、企画は大半が芸人側が企画していて、過去には楽屋Aメンバーと吉本興業所属の芸人がライブを行ったこともある。
2025年6月、芸人派遣やイベント企画を行う会社として「株式会社コウエン」を設立した。

## 昇格・降格システム
また、楽屋Aでは「TOP3」「Gakuya A」「Gakuya B」の3ランクに分けられており、TOP3とGakuya Aの入れ替え戦が半年に1回、Gakuya AとGakuya Bの入れ替え戦、Gakuya Bとオーディションメンバーの入れ替え戦が2か月に1回行われている。ライブの勝者には賞金が授与され、敗者は降格する。勝敗は来場客、審査員、配信視聴者の投票によって決まる。

## 出演芸人
第20期（2025年8月～9月）メンバー。

### TOP3
- ボニーボニー
- たらちね
- ハヤイカガヤイ

### Gakuya A
- オーパスツー
- 水泳部
- 石橋わたる
- ハスキーポーズ
- ばかんす
- センサールマン
- 森田GM
- 母性人
- ダンス・ダンス・ダンス
- 未来万十
- ジェームズ
- イヌダ

### Gakuya B
- ジャックポット
- 栗尾真理
- ＆ゴンザレス
- 九明ジュエル
- さとうしょうこ
- バス回数券
- 3番ゲート
- 佐藤MANブラザーズバンド
- アーモンドスーツ
- ココナッツ学園
- クジラ会館
- ダズボーネス
- おばちゃんと炎
- さかいや
- オーズ
- イルカネス
- TM
- フタチ海岸線
- 高田
- 大福マグナム
- 川嵜でし太
- 五つ星
- ドローン旋回中

## 過去のメンバー

### 東京に進出した芸人
- にぼしいわし
- 風穴あけるズ
- ハクション中西
- どくさいスイッチ企画
- ガングリオン
- シンバルモンキー

### 卒業した芸人
- アルミカン
- どんぐり兄弟
- ヤング
- ガーベラガーデン
- 天下茶屋
- 反町

## アクセス
- Osaka Metro
  - 四ツ橋駅 … 徒歩1分
  - 心斎橋駅・西大橋駅 … 徒歩5分